# Justin Holiday
Justin Alaric Holiday (nascut el 5 d'abril de 1989 a Mission Hills, Califòrnia) és un jugador de bàsquet estatunidenc que pertany a la plantilla dels New York Knicks de l'NBA. Amb 1,98 metres d'alçada, juga en les posicions d'escorta i aler. És el germà major del també jugador de bàsquet professional Jrue Holiday.